# ماجستير الهندسة المعمارية
ماجستير الهندسة المعمارية ( M.Arch) أو (MArch ) هي درجة مهنية في الهندسة المعمارية تؤهل الخريج للانتقال عبر المراحل المختلفة للاعتماد المهني ( التدريب، والامتحانات) التي تؤدي إلى الحصول على الترخيص.

## الملخص
يتم الحصول على الدرجة من خلال عدة مسارات دراسية ممكنة، اعتمادًا على بناء برنامج معين والخبرة والدرجات الأكاديمية السابقة للمرشح. تختلف درجات (M.Arch) من حيث النوع، لذلك يتم إعطاؤها في كثير من الأحيان أسماء مثل "M.Arch I" و"M.Arch II" لتمييزها. وجميع درجات (M.Arch) هي درجات مهنية في الهندسة المعمارية. ومع ذلك هناك درجات ماجستير أخرى تقدمها مدارس الهندسة المعمارية غير معتمدة بأي شكل من الأشكال.
هناك العديد من المدارس تقدم عدة مسارات محتملة للتعليم المعماري. بما في ذلك الدراسة على مستوى البكالوريوس والماجستير، تتراوح مدة هذه المسارات حتى (7.5) سنوات.
- أحد الطرق الممكنة هو ما يشار إليه عادةً بدورة "4+2". يستلزم هذا المسار إكمال درجة بكالوريوس الآداب في الهندسة المعمارية المعتمدة لمدة أربع سنوات أو بكالوريوس العلوم في الهندسة المعمارية. هذه الدرجة ليست مدتها 3 سنوات، اعتمادًا على طبيعة وجودة أداء دراستك الجامعية، وتقييم برنامج درجة الماجستير الخاص بك (برنامج الماجستير في الهندسة المعمارية). يوفر هذا المسار العديد من المزايا: السنوات الأربع الأولى لك تكون فضفاضة بعض الشيء، مما يسمح بإدراج بعض دراسات الفنون الليبرالية؛ ويمكنك الالتحاق بمؤسستين مختلفتين للدراسة الجامعية والدراسات العليا، وهو أمر مفيد لأنه يتيح لك الحصول على تعليم معماري أكثر تنوعًا، ويمكنك اختيار أفضل مكان لك لإكمال أطروحتك (لأنه من المحتمل ألا تتمكن من ذلك) اختر البرنامج الذي يحتوي على التركيز الدقيق الذي تريده عندما يحين وقت دراسة أطروحتك)؛ وسوف تنهي الدورة الدراسية 4+2 بدرجة الماجستير التي ستوفر لك الخيار الوظيفي لتدريس الهندسة المعمارية على المستوى الجامعي.
- الطريق الثاني للحصول على درجة الماجستير المعتمدة يبدأ في كلية الدراسات العليا، بدرجة الماجستير لمدة 3 أو 3.5 سنوات (وتسمى عادة "M.Arch I"). تتمثل ميزة هذا المسار في أنه يمكن للطالب دراسة شيء آخر يهتم به في دراسته الجامعية. نظرًا لأن الطلاب يأتون من خلفيات جامعية مختلفة، فإن اتساع المعرفة والخبرة في الجسم الطلابي لبرنامج M.Arch I غالبًا ما يعتبر ميزة. أحد العيوب المحتملة هو أن إجمالي الوقت في المدرسة أطول (7 أو 7.5 سنوات مع شهادة البكالوريوس). عيب آخر هو أن الطالب لديه وقت قصير جدًا لتغطية النطاق الواسع للغاية من مجالات المواضيع التي من المتوقع أن يكون لدى المهندسين المعماريين معرفة عملية بها. ومع ذلك، فإن كليات الهندسة المعمارية الكبرى بما في ذلك معهد ماساتشوستس للتكنولوجيا وجامعة هارفارد غالبا ما تقدم برنامجا مدته 3.5 سنة للطلاب الذين لديهم بالفعل خلفية معمارية قوية، مما يعزز بيئة أكاديمية تنافسية ومنتجة.
- الطريق الثالث المحتمل هو ما تطلق عليه المدارس درجة الماجستير "ما بعد المهنية". إنه قائم على الأبحاث وغالبًا ما يكون بمثابة نقطة انطلاق للحصول على دكتوراه في الفلسفة في الهندسة المعمارية. وتشمل المدارس كورنيل، وهارفارد، وبرينستون، ومعهد ماساتشوستس للتكنولوجيا، و RISD. [1][2]

تقدم بعض المؤسسات برنامجًا للحصول على درجة مهنية مدته 5 سنوات. اعتمادًا على المدرسة والمسار الدراسي، يمكن أن يكون هذا إما بكالوريوس في الهندسة المعمارية (B.Arch) أو M.Arch. في الولايات المتحدة، عادةً ما تكون درجة بكالوريوس الهندسة المعمارية مدتها 5 سنوات. وتؤهل أي من الدرجتين أولئك الذين يكملونها للتقدم إلى ARE ( امتحان التسجيل المعماري، المعادل المعماري لامتحان نقابة المحامين)، مما يؤدي إلى الحصول على رخصة مهندس معماري في الولايات المتحدة. أحد عيوب درجة B.Arch هو أنها نادرًا ما تعتبر مؤهلاً كافيًا لتدريس الهندسة المعمارية على مستوى الجامعة/الكلية في الولايات المتحدة (على الرغم من وجود العديد من الاستثناءات). ويختار العديد من المهندسين المعماريين الذين يرغبون في التدريس والذين حصلوا على B.Arch فقط متابعة درجة الماجستير لمدة 3 فصول دراسية (وليس M.Arch) للحصول على مزيد من المؤهلات الأكاديمية.
تتكون برامج الهندسة المعمارية على مستوى الدراسات العليا من دورات في التصميم، وعلوم البناء، والهندسة الإنشائية، والتاريخ المعماري، والنظرية، والممارسة المهنية، والدورات الاختيارية. بالنسبة لأولئك الذين ليس لديهم أي معرفة مسبقة بالمجال، عادةً ما تكون هناك حاجة إلى دورات دراسية في حساب التفاضل والتكامل والفيزياء وأجهزة الكمبيوتر والإحصائيات وقوة المواد والتاريخ المعماري والاستوديو وعلوم البناء. وقد تسمح بعض برامج الهندسة المعمارية للطلاب بالتخصص في جانب معين من الهندسة المعمارية، مثل التقنيات المعمارية أو الوسائط الرقمية. وعادة ما تكون هناك حاجة إلى أطروحة أو مشروع نهائي للتخرج.
في الولايات المتحدة، يعد مجلس الاعتماد المعماري الوطني (NAAB) هيئة الاعتماد الوحيدة لبرامج الدرجات المهنية في الهندسة المعمارية. وذلك لأن معظم مجالس التسجيل في الولايات المتحدة تتطلب من أي مقدم طلب للحصول على الترخيص أن يكون قد تخرج من برنامج معتمد من (NAAB)، فإن الحصول على مثل هذه الدرجة يعد جانبًا أساسيًا للتحضير للممارسة المهنية للهندسة المعمارية. ويمكن أيضًا للطلاب الذين يسجلون لأول مرة بدرجة B.Arch لمدة (5) سنوات التأهل للتسجيل دون الحصول على درجة الماجستير. وتقدم بعض البرامج نموذجًا للتعلم المتزامن، مما يتيح للطلاب فرصة العمل في المهنة أثناء حصولهم على شهادتهم، حتى يتمكنوا من اختبار الترخيص فور التخرج.
في كندا، قد يتم اعتماد درجة الماجستير في الهندسة المعمارية من قبل المجلس الكندي لإصدار الشهادات المعمارية (CACB)، مما يسمح للمتلقي بالتأهل لكل من (ARE) وامتحان المهندسين المعماريين في كندا (ExAC).
اعتبارًا من يونيو/حزيران 2022، كان هناك (120) برنامجًا معتمدًا للماجستير في الهندسة المعمارية في الولايات المتحدة، بما في ذلك بورتوريكو.

## برامج درجة الماجستير

### كندا
أسماء الجامعات والكليات في كندا التي لديها برامج درجة الماجستير المعتمدة في الهندسة المعمارية مدرجة أدناه:

### أستراليا ونيوزيلندا
أسماء الجامعات في أستراليا ونيوزيلندا التي لديها برامج معتمدة لدرجة الماجستير في الهندسة المعمارية مدرجة أدناه مجلس اعتماد المهندسين المعماريين في أستراليا « المؤهلات المعمارية المعترف بها :
 

### هونج كونج
الجامعتان الوحيدتان اللتان تقدمان HKIA ( معهد هونج كونج للمهندسين المعماريين )، CAA ( رابطة الكومنولث للمهندسين المعماريين ) وRIBA ( المعهد الملكي للمهندسين المعماريين البريطانيين ) ماجستير معتمد في الهندسة المعمارية للتسجيل المهني للمهندسين المعماريين.
- جامعة هونغ كونغ الصينية، كلية الهندسة المعمارية، هونغ كونغ، تأسست عام 1992.[7]
- جامعة هونغ كونغ، كلية الهندسة المعمارية، قسم الهندسة المعمارية، هونغ كونغ، تأسست عام 1950.[8]

### الصين
- جامعة تسينغهوا، بكين.
- جامعة بكين للهندسة المدنية والهندسة المعمارية، بكين.
- جامعة تونغجي، شنغهاي.
- جامعة جنوب شرق نانجينغ.
- جامعة شيان جياوتونغ-ليفربول، ابتداءً من خريف 2014، اللغة: الإنجليزية.
- جامعة هونان، تشانغشا.

### سنغافورة
- جامعة سنغافورة الوطنية.
- جامعة سنغافورة للتكنولوجيا والتصميم.

### المكسيك
في المكسيك، تعتبر شهادة البكالوريوس في الهندسة المعمارية المعترف بها رسميًا كافية للممارسة.
 

### أفريقيا
- جامعة بريتوريا
- جامعة كيب تاون
- جامعة ويتواترسراند
- جامعة جوهانسبرغ
- جامعة تشواني للتكنولوجيا
- جامعة نيجيريا، حرم إينوجو الجامعي[الإنجليزية]
- جامعة قرطاج
- جامعة الشهداء في أوغندا
- جامعة الدولة الحرة
- جامعة نيلسون مانديلا متروبوليتان
- جامعة نيروبي
- جامعة كالب
- جامعة بيلز للتكنولوجيا
- جامعة أردهي، تنزانيا[الإنجليزية]
- جامعة كوامي نكروما للعلوم والتكنولوجيا، غانا[الإنجليزية]
- جامعة أحمدو بيلو، زاريا[الإنجليزية]
- الجامعة الفيدرالية للتكنولوجيا، أكور

الجامعة الفيدرالية للتكنولوجيا، مينا. نيجيريا.

### الهند
أسماء عدد الجامعات في الهند التي لديها برامج معتمدة لدرجة الماجستير في الهندسة المعمارية مدرجة أدناه: كلية الهندسة المعمارية، جامعة بهارات.
- مدرسة الهلال للهندسة المعمارية، تشيناي
- تقدم كلية VIT للهندسة المعمارية (V-SPARC)، فيلور برنامج الماجستير في الهندسة المعمارية [وصلة مكسورة]
- كلية التخطيط والهندسة المعمارية، نيودلهي
- جامعة CEPT، الهند
- كلية السير جي جي للهندسة المعمارية ، مومباي
- CET تريفاندروم، ولاية كيرالا
- الجامعة الملية الإسلامية ، نيودلهي
- مدرسة سوشانت للفنون والعمارة، جورجاون. هاريانا
- كلية الدكتور باليرام هيراي للهندسة المعمارية، مومباي
- كلية IES للهندسة المعمارية. مومباي
- كلية بهارتيا كالا براساريني سبها للهندسة المعمارية، بيون.
- IIEST شيبور
- آي آي تي روركي
- آي آي تي خراجبور
- آي آي تي مومباي
- نيت جايبور
- معهد رامايا للتكنولوجيا، بنغالور
- كلية RV للهندسة المعمارية، بنغالور
- معهد مولانا آزاد الوطني للتكنولوجيا، بوبال
- مدرسة التخطيط والعمارة، بوبال
- كلية التخطيط والهندسة المعمارية، فيجاياوادا
- مدرسة ماكجان أوتي للهندسة المعمارية[الإنجليزية]
- كلية الهندسة المعمارية والتصميم، أكاديمية مانيبال للتعليم العالي ، كارناتاكا
- أكاديمية راشانا سانساد للهندسة المعمارية، مومباي ، الهند
- كلية الدكتور باليرام هيراي للهندسة المعمارية، مومباي ، الهند
- معهد كاملا راهيجا فيديانيدي للهندسة المعمارية والدراسات البيئية ، جامعة مومباي[الإنجليزية]
- جامعة دينباندو تشوتو رام للعلوم والتكنولوجيا
- كلية الهندسة المعمارية والهندسة الجامعة الملية الإسلامية نيودلهي
- مدرسة LS Raheja للهندسة المعمارية، مومباي
- كلية ريزفي للهندسة المعمارية، مومباي
- كلية الهندسة المعمارية والتخطيط، جامعة آنا، تشيناي
- كلية اكسيل للعمارة والتخطيط
- جامعة جادافبور، كلكتا
- مدرسة DYPatil للهندسة المعمارية، بيون
- مدرسة BGS للهندسة المعمارية والتخطيط، بنغالورو
- أكاديمية مياسي للهندسة المعمارية، تشيناي
- الكلية الرئيسية للهندسة المعمارية والتخطيط، ناجاباتينام

### إيران
أسماء بعض الجامعات في جمهورية إيران التي لديها برامج معتمدة لدرجة الماجستير في الهندسة المعمارية المذكورة أدناه:
- جامعة طهران
- جامعة الشهيد بهشتي (SBU)
- جامعة إيران للعلوم والتكنولوجيا
- جامعة تربيات مدرس (TMU)
- جامعة تبريز للفنون الإسلامية
- جامعة يزد
- جامعة شاهرود
- جامعة آزاد الإسلامية
- جامعة سوره
- جامعة شيراز

## المدارس والجامعات في أوروبا

### استراليا
- أكاديمية الفنون الجميلة، معهد فيينا للفنون والعمارة (بكالوريوس وماجستير اللغة: الألمانية والإنجليزية) (استراليا)

### بلجيكا
- WENK Gent بروكسل[الإنجليزية] (معهد سينت لوكاس للهندسة المعمارية) Sint Lucas Ghent بروكسل[الإنجليزية] في بلجيكا (اللغة: الإنجليزية)

### فنلندا
- جامعة أولو (درجة الماجستير المهنية، اللغة: الإنجليزية) (فنلندا)
- جامعة تامبيري (درجة الماجستير المهنية، اللغة: الإنجليزية) (فنلندا)
- جامعة آلتو (درجة الماجستير المهنية، اللغة: الإنجليزية) (فنلندا)

### ألمانيا
- DIA Dessau (Dessau International Architecture) في Hochschule Anhalt / Bauhaus Dessau في ألمانيا (اللغة: الإنجليزية)
- Hochschule Wismar (اللغة: الألمانية والإنجليزية) في فيسمار ، ألمانيا

### أيرلندا
- مركز كورك للتعليم المعماري ( كلية جامعة كورك / جامعة مونستر التكنولوجية )
- الجامعة التكنولوجية دبلن
- جامعة كلية دبلن

### إيطاليا
- بوليتكنيكو دي تورينو - كلية الهندسة المعمارية الأولى[الإنجليزية]  (إيطاليا)
- بوليتكنيكو دي تورينو - كلية الهندسة المعمارية الثانية[الإنجليزية]  (إيطاليا)

### ليختنشتاين
- Hochschule Liechtenstein (مرشحة للاعتماد، اللغة: الإنجليزية)

### هولندا
- كلية الهندسة المعمارية بجامعة TU Delft (درجة الماجستير المهنية، اللغة: الإنجليزية)
- أكاديمية الهندسة المعمارية في مدرسة أمستردام للفنون
- أكاديمية أرتيز للهندسة المعمارية في أرنهيم
- أكاديمية فان بوكونست جرونينجن
- أكاديمية فان بوكونست ماستريخت[الإنجليزية]
- أكاديمية روتردام[الإنجليزية] للهندسة المعمارية والتصميم الحضري
- كلية TU Eindhoven للهندسة المعمارية والبناء والتخطيط (درجة الماجستير المهنية، اللغة: الإنجليزية)

### بولندا
- جامعة وارسو للتكنولوجيا الهندسة المعمارية والتخطيط العمراني مع التخصص في الهندسة المعمارية لمجتمع المعرفة (ماجستير اللغة: الإنجليزية) (بولندا)
- جامعة كراكوف للتكنولوجيا قسم الهندسة المعمارية مع التخصص في الهندسة المعمارية والتخطيط الحضري (M.Arch. معتمد من RIBA) (بولندا)
- جامعة فروتسواف للعلوم والتكنولوجيا[الإنجليزية] كلية الهندسة المعمارية

### صربيا
- جامعة بلغراد الهندسة المعمارية والتخطيط الحضري (M.Arch. معتمد من RIBA)(ماجستير اللغة: الصربية والإنجليزية)
- جامعة نوفي ساد للهندسة المعمارية (ماجستير اللغة: الصربية والإنجليزية)

### سلوفينيا
- جامعة ليوبليانا [ http://www.fa.uni-lj.si/ الهندسة المعمارية والتخطيط العمراني (ماجستير اللغة: الإنجليزية) (MIA اللغة: السلوفينية)

### إسبانيا
- قسم الهندسة المعمارية بجامعة نافارا (لغة MDA: الإسبانية والإنجليزية) (إسبانيا).
- جامعة إقليم الباسك جامعة إقليم الباسك (لغة MDA: الباسك أو الإسبانية) (إقليم الباسك، إسبانيا).

### سويسرا
- ماجستير مشترك في الهندسة المعمارية في برن وفريبورغ وجنيف (اللغات: الإنجليزية والفرنسية)  (سويسرا).
- أكاديمية الهندسة المعمارية في ميندريسيو (سويسرا).
- أكاديمية فان بوكونست تيلبورغ (هولندا).

### المملكة المتحدة
تتوافق جميع دورات M.Arch المدرجة أدناه مع اعتماد RIBA وARB، وتتوافق أيضا مع مرحلة الجزء (2) من RIBA قبل الجزء (3) وتسجيل المهندس المعماري.
إنجلترا
- جامعة باث، قسم الهندسة المعمارية والهندسة المدنية، باث، MArch.
- جامعة مدينة برمنغهام، كلية برمنغهام للهندسة المعمارية، برمنغهام، باسم MArch.
- جامعة الفنون بورنموث، بورنموث، مثل مارس.
- جامعة برايتون، برايتون، مثل مارس.
- جامعة غرب إنجلترا (UWE بريستول)، بريستول، باسم MArch.
- جامعة كامبريدج، قسم الهندسة المعمارية، كامبريدج بدرجة الماجستير.
- جامعة الفنون الإبداعية، كلية كانتربري للهندسة المعمارية، باسم MArch.
- جامعة كينت (كانتربري)، كلية كينت للهندسة المعمارية، باسم MArch.
- جامعة هيدرسفيلد، كلية الفنون والتصميم والهندسة المعمارية. مثل M.Arch أو M.Arch (الدولي).
- جامعة ليدز بيكيت، كلية الآداب، مثل MArch أو المستوى 7 من التدريب المهني في الهندسة المعمارية.
- جامعة دي مونتفورت، كلية ليستر للهندسة المعمارية، ليستر، في شهر مارس أو المستوى السابع من التدريب المهني في الهندسة المعمارية.
- جامعة لينكولن، كلية لينكولن للهندسة المعمارية، لينكولن، مثل MArch.
- جامعة ليفربول، كلية ليفربول للهندسة المعمارية، ليفربول، كما مارس
- جامعة ليفربول جون موريس، ليفربول، في مارس.
- كلية الهندسة المعمارية التابعة للجمعية المعمارية، لندن، كاختبار نهائي.
- مدرسة لندن للهندسة المعمارية باسم MArch.
- كلية لندن الجامعية، كلية بارتليت للهندسة المعمارية، باسم MArch.
- جامعة الفنون، لندن، كلية سنترال سانت مارتينز للفنون والتصميم، لندن، باسم MArch.
- جامعة شرق لندن، كلية الهندسة المعمارية والحوسبة والهندسة، في مارس.
- جامعة غرينتش لندن، كلية الهندسة المعمارية والتصميم والبناء، لندن، باسم MArch.
- جامعة كينغستون لندن، مدرسة كينغستون للفنون، لندن، باسم MArch.
- جامعة لندن متروبوليتان، كلية السير جون كاس للفنون والهندسة المعمارية والتصميم، كتدريب مهني للمهندس المعماري من المستوى السابع أو المستوى السابع.
- الكلية الملكية للفنون، كلية الهندسة المعمارية، ماجستير.
- جامعة لندن ساوث بانك، الهندسة والعلوم والبيئة المبنية، مثل MArch أو المستوى 7 من التدريب المهني للمهندس المعماري.
- جامعة وستمنستر، قسم الهندسة المعمارية، M.Arch.
- جامعة مانشستر وجامعة مانشستر متروبوليتان، كلية مانشستر للهندسة المعمارية، كتدريب مهني للمهندس المعماري من المستوى 7 أو MArch.
- جامعة نيوكاسل أبون تاين، كلية الهندسة المعمارية والتخطيط والمناظر الطبيعية، نيوكاسل، بدرجة الماجستير.
- جامعة نورثمبريا، قسم الهندسة المعمارية، كلية البيئة المبنية، نيوكاسل أبون تاين، كتدريب مهني للمهندس المعماري من المستوى 7 أو MArch.
- جامعة نوتنجهام، الهندسة المعمارية والبيئة المبنية، نوتنجهام، باسم MArch.
- جامعة نوتنغهام ترنت، كلية الهندسة المعمارية والتصميم والبيئة المبنية. كما M.Arch.
- جامعة أكسفورد بروكس، كلية الهندسة المعمارية، أكسفورد، M.ARchD.
- جامعة سنترال لانكشاير (UCLAN)، (بريستون) كلية جرينفيل باينز للهندسة المعمارية والبناء والبيئة، باسم MArch.
- استوديو RIBA، كدبلوم.
- جامعة بليموث، كلية بليموث للهندسة المعمارية والتصميم والبيئة، بليموث، بصفته M.Arch.
- جامعة بورتسموث، كلية بورتسموث للهندسة المعمارية، بورتسموث، باسم MArch.
- جامعة شيفيلد، كلية شيفيلد للهندسة المعمارية، شيفيلد، باسم MArch.
- جامعة شيفيلد هالام، قسم الهندسة المعمارية والتخطيط، شيفيلد، بدرجة الماجستير.

إيرلندا الشمالية
- جامعة كوينز بلفاست باسم MArch.
- جامعة أولستر مثل MArch.

اسكتلندا
- جامعة دندي بدرجة MArch (مع مرتبة الشرف).
- جامعة ادنبره، كلية ادنبره للفنون ، مارس.
- جامعة ستراثكلايد (جلاسكو) باسم PgDip أو MArch.
- مدرسة جلاسكو للفنون ، وكلية ماكينتوش للهندسة المعمارية، مثل مارس.
- جامعة روبرت جوردون، كلية سكوت ساذرلاند للهندسة المعمارية والبيئة المبنية، عبر BSc/MArch (درجة متكاملة) أو MArch.
- دنكان من كلية جوردانستون للفنون والتصميم في مارس.[10][11]

ويلز
- جامعة كارديف، كلية الهندسة المعمارية الويلزية، عبر BSc/MArch (درجة متكاملة) أو MArch.

## المدارس والجامعات في الشرق الأوسط
- قسم الهندسة المعمارية في التخنيون (ماجستير اللغة: الإنجليزية) (إسرائيل).
- أكاديمية بتسلئيل للفنون والتصميم قسم الهندسة المعمارية (بكالوريوس اللغة: العبرية) (إسرائيل).
- جامعة أريئيل قسم الهندسة المعمارية (بكالوريوس اللغة: العبرية) (إسرائيل).
- جامعة الشرق الأوسط التقنية قسم الهندسة المعمارية (ماجستير اللغة: الإنجليزية) (تركيا).
- جامعة معمار سنان للفنون الجميلة  (بكالوريوس وماجستير لغة: تركية) (تركيا).

جامعة الملك سعود، كلية العمارة والتخطيط (الرياض، المملكة العربية السعودية) التخصص الرئيسي بكالوريوس:
- 1- علم البناء
- 2- التصميم الحضري

وهناك الماجستير والدكتوراه.
اللغة: الإنجليزية، العربية.
المرتبة (وفقًا لـ NAAB 2012) رقم (1) في مدرسة الهندسة المعمارية التي في الشرق الأوسط.

## أنظر أيضا
- بكالوريوس في الهندسة المعمارية
- دكتوراة في الهندسة المعمارية
- المجلس الوطني لمجالس التسجيل المعماري